# 셀림 팔름그렌

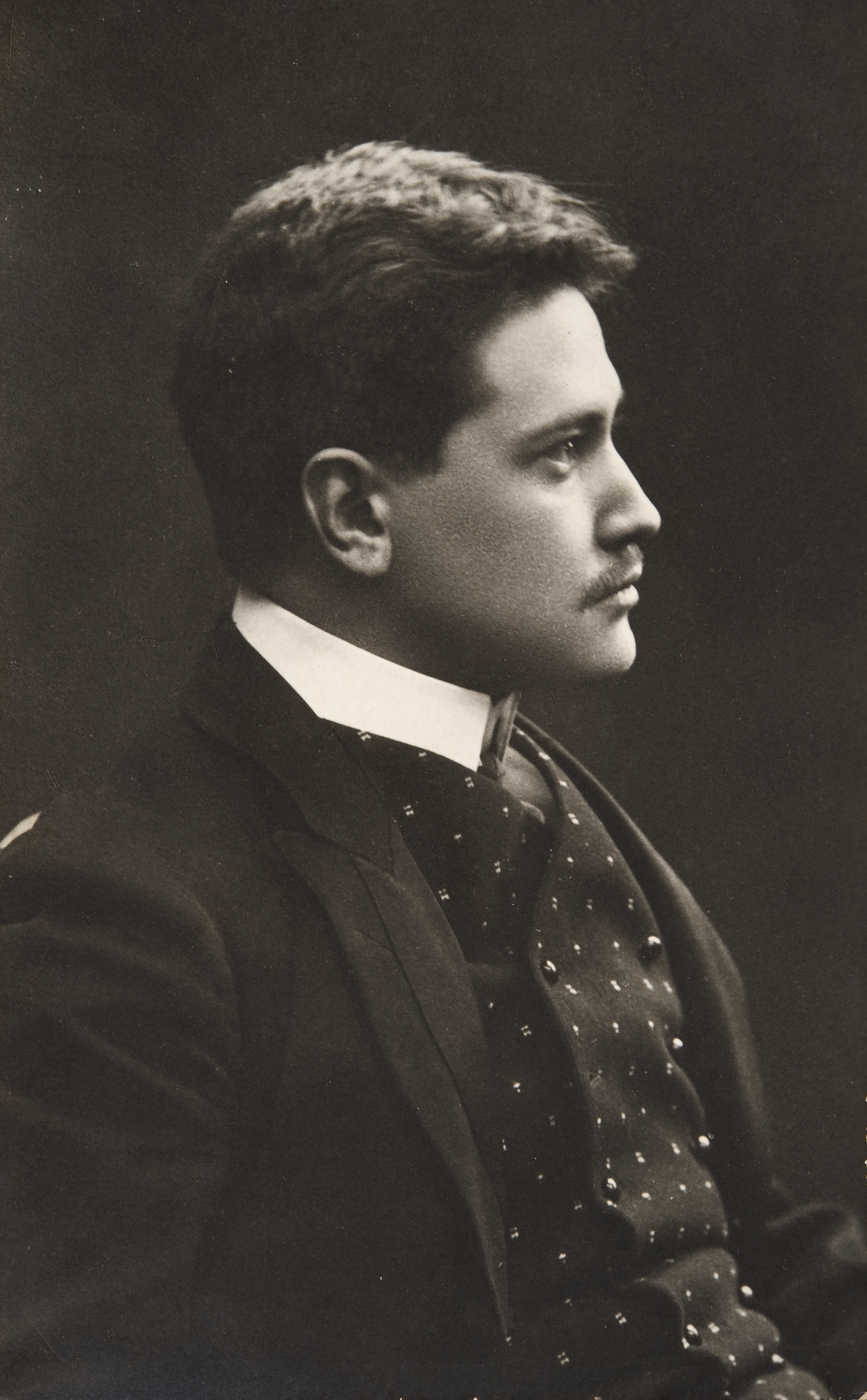

셀림 팔름그렌(Selim Palmgren, 1878년 1월 16일 ~ 1951년 12월 13일)은 핀인 작곡가, 피아노 연주자, 지휘자이다. 핀란드 포리에서 태어났다. 1895년부터 1899년까지 헬싱키의 음악학교에서 공부하다가 베를린에서 페루초 부소니와 함께 피아노를 공부했다.